# Nikołaj Ińkow
Nikołaj Iwanowicz Ińkow (ros. Николай Иванович Иньков; ur. 13 maja 1951) – radziecki zapaśnik startujący w stylu klasycznym.
Zajął czwarte miejsce na mistrzostwach świata w 1982. Złoty medalista mistrzostw Europy w 1981 i srebrny w 1982. Drugi w Pucharze Świata w 1980 roku.
Czwarty na mistrzostwach ZSRR w 1977 i 1982 roku.